# Miguel Almazán
Miguel Ángel Almazán Quiroz (Mexico, 6 mai 1982) est un footballeur mexicain.
Il joue comme défenseur du Deportivo Toluca Fútbol Club en Première division du championnat du Mexique, et du Atlético Mexiquense en Deuxième division du championnat du Mexique.
Il commence en été 2002 avec le match Cruz Azul 2-2 Toluca.